# Cyclemys dentata
Cyclemys dentata är en sköldpaddsart som beskrevs av Gray 1831. Cyclemys dentata ingår i släktet Cyclemys och familjen Geoemydidae. IUCN kategoriserar arten globalt som nära hotad. Inga underarter finns listade i Catalogue of Life. Det svenska trivialnamnet asiatisk lövsköldpadda förekommer för arten.
Denna sköldpadda förekommer i Sydostasien från Bangladesh till Vietnam och över Malackahalvön till Borneo, västra Filippinerna och Bali. Den går på land och simmar i sötvatten.